# Administratieve communicatie
Administratieve communicatie is de gegevensuitwisseling voor administratieve doeleinden tussen klanten en dienstverlenende instellingen, zoals overheden, banken en verzekeraars. Het doel van administratieve communicatie is het bereiken van kostenbeheersing, eenvoud, transparantie en efficiëntie. Vaak gaat het bij administratieve communicatie om de uitvoering van wet- en regelgeving of de uitleg van ingewikkelde (juridische) procedures, zoals het geval is bij pensioenen, hypotheken en (zorg)verzekeringen.
Administratieve communicatie is een voornaam aandachtspunt bij het inrichten van digitale loketten door overheden en het ontwerpen van interactieve websites door overheden en commerciële instellingen. Deze vorm van communicatie wordt ook wel 'klantcommunicatie', 'functionele communicatie' of 'procescommunicatie' genoemd.

## Voorbeelden van administratieve communicatiemiddelen
- brieven (bijvoorbeeld aanmaningen, bekeuringen beschikkingen en vergunningen)
- brochures en folders
- (web)formulieren (bijvoorbeeld de belastingaangifte)
- applicaties en wizards die een gebruiker door een ingewikkeld proces leiden (bijvoorbeeld internetbankieren)
- overzichten, schema's en algoritmes
- toelichtingen en handleidingen